# Szexizmus

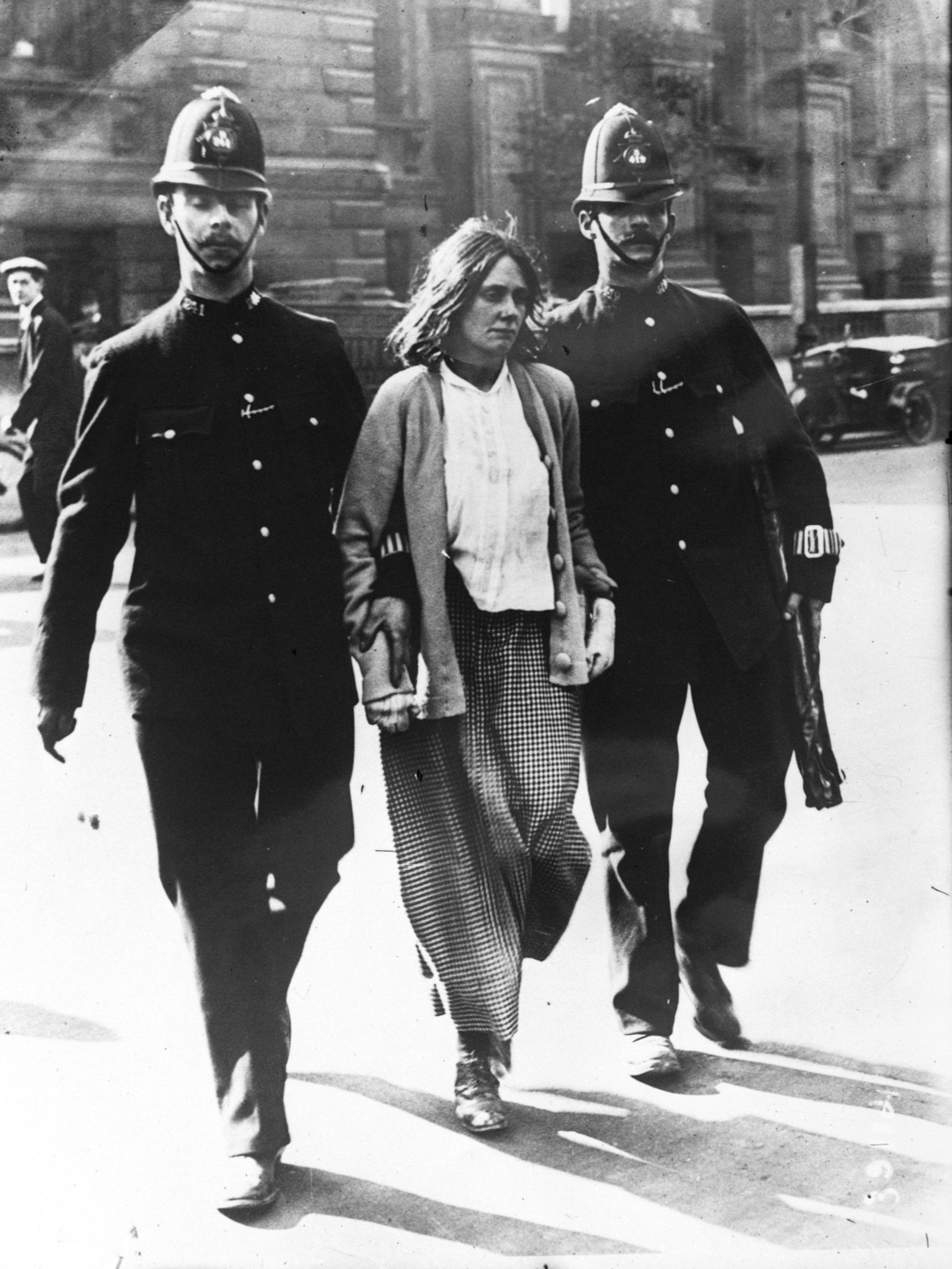
Szüfrazsett letartóztatása Londonban, 1914-ben

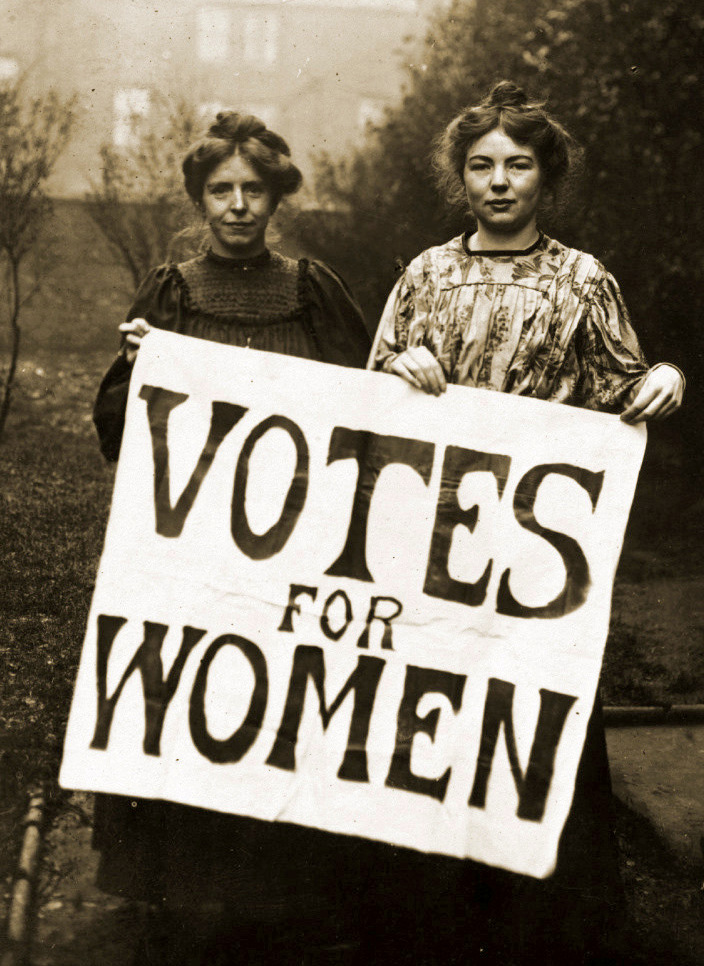
Annie Kenney and Christabel Pankhurst

A szexizmus olyan morális előítélet, diszkrimináció, amely leggyakrabban az emberek biológiai nemén vagy nemi szerepén alapul. A szexizmus szó eredete nem tisztázott, a fogalmat a 20. század második felének feminista mozgalmai kezdték el használni valószínűleg a rasszizmus szó analógiájára (a latin sexus szó, illetve annak újlatin és angol származékai férfi vagy női nemet jelentenek). A szexizmus általánosságban az a hiedelem, miszerint az egyik nem értékesebb, felsőbb rendű, mint a másik, ugyanakkor – a fogalom feminista eredetének megfelelően – a gyakorlatban legtöbbször a férfiuralom (patriarchátus) igazolásaként a nőket sújtó előítéletekre, azok hátrányos megkülönböztetésére szokták vonatkoztatni. Két alapvető fajtája létezik: a burkoltabb, nehezebben felismerhető, jóindulatú és az egyértelmű, sértő jellegű ellenséges szexizmus. Szélsőséges formája a nőgyűlölet (mizoginia) és a férfigyűlölet (mizandria). A szociális dominancia orientáció egyik megnyílvánulási formája.

## Jellege
Feminista elméletek szerint a szexizmus a férfiak hatalmi felsőbbrendűségének igazolása. A gender (társadalmi nem) definíció szerint változó, társadalmilag és kulturálisan létrehozott, emberi kapcsolatokra vonatkozó tulajdonságok összessége. Az olyanok, mint erő, aktivitás, racionalitás, autonómia hagyományosan férfias tulajdonságok, míg az ellentéteik – gyengeség, passzivitás, érzékenység, függőség – hagyományosan nőkre jellemzőek. Ebből egyértelműen látszik, hogy a férfi nemhez sokkal pozitívabb tulajdonságokat társítunk. Az angol liberális gondolkodó, John Stuart Mill szerint a jelenlegi hierarchia az ököljogon alapszik, amelynek igazságosságát sosem kérdőjelezték meg. A természetes dolog pedig egyben helyesnek is tűnik az emberek többsége számára. Mill A nők alárendeltsége című művében hangsúlyozza, hogy a nők alávetettsége a legális rabszolgaság egyetlen példája a modern, nyugati társadalmakban. A férjek engedelmességet, vonzalmat, kegyencséget követelnek feleségüktől – akik számos helyzetben örökös megfélemlítettségben élnek –, kirekesztik a nőket a kereső foglalkozásokból, mert úgy vélik, a predesztinált inkompetenciájukból eredően a születésüktől fogva alkalmatlanok rá. Az emberi tökéletesedés egyik legnagyobb gátja az egyik nemet a másik fölé helyezni.
A nők hátrányos megkülönböztetése egészen az ókori Görögországba nyúlik vissza. A politikai és jogi teoretikusok szemlélettől és kortól függetlenül kétféleképpen ábrázolták a nőt, mint a jog sajátos tárgyát. Egyrészt nem nélküli egyénként, másrészt a férfiakhoz képest alsóbb rendű szociális és jogi helyzetben lévő rétegként.
A későbbi feminizmuselméletek egyik típusa szerint biológiai nem szerint bipoláris világot hirdet, amelyben férfi és nő teljesen más fajhoz tartozik. A két faj tagjai egymást nem érthetik meg, mert a nőt a szülés különleges élménye alapvetően megkülönbözteti a férfitól. Az elkülönült szférák két külön világ kialakulásához vezetnek. A jog jelentős mértékben hímnemű mintákkal, értékekkel van tele. Elég, ha vetünk egy pillantást az Amerikai Egyesült Államok alkotmányára, melyben mindvégig a „he” személyes névmás szerepel, azaz csak a férfiakat ruházza fel jogosultságokkal. A nő tehát nem tartozik bele az „észszerű ember” fogalmába.
Fontos még megemlíteni az angol coverture, azaz jogfedés intézményét (ez az USA-ban is érvényben volt a polgárháborút követő időszakig), amely a francia femme couverte státuszát örökítette át. Eszerint a nők (elsősorban a házas asszonyok) jogát kizárólag férj vagy más férfi rokon gyakorolhatta helyettük, jogilag mintegy lefedve őket. Ebben a tekintetben a nők jogi státusza azonos volt a gyermekekével, a rabszolgákéval és a gyengeelméjűekkel. Emellett nyilvánvaló volt, hogy a férj felesége teste fölött is korlátlan jogokkal bír. A nők nem vehettek részt a közügyekben, egyedülállóként azonban kötelesek voltak adót fizetni. Míg a feleség megölése egyszerű gyilkosságnak számított, az asszony, aki megölte férjét, halálos ítéletet kapott.
A diszkriminációellenes intézkedések sora ellenére a nők még korunkban is rendszeresen szorulnak a tudásukhoz és a képességeikhez képest hátrányos státuszba a döntéshozatalban, a vezetői pozíciókban, a munkaerőpiacon egyaránt. A legszembetűnőbb a két nem közti bérszakadék, melynek aránya ma is nagyon magas, hiába mondja ki számos rendelkezés az egyenlő munkáért egyenlő bér elvét. A munkahelyi érvényesülés során ezen kívül a nőknek a szüléssel járó nehézségekkel is szembe kell nézniük, ugyanis számos nő veszíti el a munkáját a szülési szabadsága alatt vagy éppen a családalapítás miatt kényszerül a karrierje feladására.
A nők diszkriminációjának egyik, nagyon gyakori típusa a viktimizáció, azaz áldozattá tétel. Ide tartozik a szexuális zaklatás, valamint az ellenséges, megfélemlítő környezet kialakítása akár otthon, akár a munkahelyen.

### Nyílt szexizmus
A nyílt szexizmus a második hullámos feminizmus idején állt a vizsgálatok, illetve a feminista kritika középpontjában. A nyílt szexizmus olyan kinyilatkozás, amelyben egyetlen szó vagy kifejezés lecserélésével a mondat politikailag korrektté válik. A második hullámos feminizmus nézőpontjából szexizmus az, ami indokolatlanul előtérbe helyezi valakinek a nemét, ezért az irányzatot követők sürgették például a nemsemleges foglalkozásnevek használatát, vagy a nemsemleges hivatkozásokat – például angolban a „man” használata helyett a „person” vagy „one” használatát.
Szexizmus lehet például egy sztereotípia (a nők érzelmesek, a férfiakat csak a szex érdekli), de például ugyanannak az állapotnak a nemspecifikusan eltérő megítélése is (a vénlány szó negatív érzelmeket hordoz, az agglegény nem, vagy csak kevésbé).
A harmadik hullámos feminizmus nézőpontjából a nyílt szexizmust kevésbé egyszerű tetten érni: mivel a nyelv rugalmas rendszer, ezért egy-egy szóról is csak kontextusában dönthetjük el, hogy szexista, rasszista vagy homofób-e. Több nyelvész – például Sara Mills – is felhívja rá a figyelmet, hogy a szavak jelentése időben és térben is változik, és egy korábban politikailag nem korrekt kifejezést ironikusan, humoros formában is használhat valaki.
A nyílt szexizmus második hullámos megközelítését, illetve azt a felvetést, hogy minden szexista szó és kifejezés használatát kerülni kell, a harmadik hullámos feminizmus nézőpontjából több kritika is érte: míg egyes feministák úgy gondolták, hogy amikor például orvosokról beszélünk, minden mondatban doktorokként és doktornőkként kell hivatkoznunk rájuk, hogy ne zárjuk ki a női orvosokat, más kritikusok szerint ez éppen a nemek bináris felosztását erősíti meg, és ehelyett azt kell elérnünk, hogy a nem nemspecifikus foglalkozásnevek hallatán ne csak az egyik nem képviselőire gondoljunk, hanem bárkire, aki biológiai vagy társadalmi nemétől függetlenül az adott foglalkozást űzi.
Mindezek ellenére a harmadik hullámos feminizmus képviselői sem tartják lényegtelennek a nyílt szexizmus problémáját, de, ahogyan például Deborah Cameron is felhívja rá a figyelmet, a nemsemleges foglalkozásnevek csak a probléma kis részét alkotják, és nem lehet rajtuk keresztül a nemek közötti esélyegyenlőséget maradéktalanul megteremteni. A szociolingvisták emlékeztetnek rá, hogy egy szó lecserélésével nem szűnnek meg az ahhoz társított negatív értékek vagy asszociációk, és idővel a politikailag korrekt kifejezés is érzelmileg telítetté válhatnak, így tulajdonképpen a valódi probléma nem szűnik meg, csak átmenetileg rejtve marad.
A szexizmus és a második hullámos feminizmus nézőpontjának legfontosabb kritikája azonban az, hogy nem tesz elég nagy hangsúlyt a kontextusra, és arra, hogy a nyelv olyan rugalmas rendszer, amiben egy szó jelentése tértől, időtől, beszélőközösségtől függően változhat, így nem lehet bizonyos kifejezéseket megváltoztathatatlanul és kategorikusan szexistának, másokat pedig politikailag korrektnek minősíteni. Ez a nézőpont fontos szerepet játszik abban, hogy a posztmodern fordulat után a feminizmus harmadik hullámának képviselői az indirekt szexizmus vizsgálatára helyezik a nagyobb hangsúlyt.

### Indirekt szexizmus
A feminizmus harmadik hullámának képviselői a posztmodern fordulat után a beszélőközösségek, gyakorlati közösségek felé fordították a figyelmüket. A posztmodern fordulat utáni szociolingvisztikában egyértelművé vált, hogy a diskurzus csakis kontextusában, az adott közösség normáinak ismeretében értelmezhető. Ennek megfelelően szexista szavakról vagy kifejezésekről sem beszélhetünk egyértelműen, legfeljebb olyan szavakról és kifejezésekről, amelyek bizonyos közösségekben szexisták.
Ugyanakkor a mélyebben gyökerező okok miatt bizonyos nyilatkozatok úgy is lehetnek szexisták, hogy a felszínen az adott közösség normái szerint is politikailag korrektek maradnak.
Deborah Cameron gyakran idézett példájában egy idős házaspár minden este együtt ül le vacsorázni az asztalhoz, majd a férj megkérdezi: „Van ketchup, Vera?” Feminista lányukat ez zavarja, mert bár magában a kérdésben nincs politikailag nem korrekt szó vagy kifejezés, arra a sztereotípiára vezet vissza, hogy a nő dolga, hogy az asztalon legyen az étel, így a ketchupért is a feleségnek kell felállnia, és az asztalhoz hoznia azt a férjének. Ugyanakkor Cameron felhívja rá a figyelmet, hogy ez az állítás csak akkor lehet szexista, ha a beszélőközösség tagjai számára ismert az „a nő kiszolgálja a férfit” sztereotípia. A kérdésben nincs olyan szó vagy kifejezés, amelynek a lecserélésével az állítás már nem lesz szexista, ennek feloldása csakis a mögöttes sztereotípia megszüntetésével lehetséges.
Az indirekt, vagy rejtett szexizmusra szintén jellemző, hogy a megnyilatkozó ugyan sokszor jó szándékú, mégsincs tudatában annak, hogy a megnyilatkozása szexista. Jane Sunderland megfogalmazása szerint azonban minden szexista, ami olyan kategóriákkal vagy értékekkel azonosít bennünket, amely kategóriákkal vagy értékekkel mi magunk nem azonosulunk. Ebben a megközelítésben szexista lehet az is, ha valaki azt mondja, hogy a nők legszebb feladata az anyaság – hiszen nem biztos, hogy minden nő anya akar lenni –, de az is, ha valaki szerint a valódi férfiak megvédik a nőket – egyrészt, mert a férfi szerepet egy védelmező szereppel azonosítja, amely csoportba nem biztos, hogy minden férfi tartozni akar, másrészt, mert azt implikálja, hogy a nők védelemre szorulnak.
Több szerző – a haza szakirodalomban például Huszár Ágnes – is felhívja a figyelmet arra, hogy a bók vagy dicséret is lehet szexista, mert egy olyan – akár pozitív – értékkel azonosíthatja a nőket vagy férfiakat, amelyekkel az egyén nem feltétlenül azonosul, vagy nem azt tartja elsődleges fontosságúnak.

### Modern szexizmus
Az antifeministák szerint a nők már mindent elértek, megvalósult a teljes társadalmi egyenlőségük. Ennek tudatában relativizálnak, egyéb hipotézisek mellett "túlkapásokat" és "eltúlzott igényeket" emlegetnek.

### Alfajtái
Társadalmi nemi alapon a LMBTQ kisebbség alsóbbrendűségének és hátrányos megkülönböztetésének verbális hangoztatására a homofób módon elnyomó szövegkörnyezetre a heteroszexizmus, a transzfób kontextus azonosítására a ciszszexizmus, az interszexre az endoszexizmus, az aszexuálisra az alloszexizmus, a parafíliára és a szexuális fetisizmusra a vanilla szexizmus kifejezés használatos.

## Szexizmus a médiában
Egyes tudósok úgy vélik, hogy a demográfiai csoportok médiaszerepei egyaránt képesek fenntartani és megzavarni a csoportok felé irányuló attitűdöket és viselkedéseket. Susan Douglas szerint az 1990-es évek eleje óta a média nagy része túlreprezentálja a nőket, és így azt a hatást keltik, hogy a nők mindent elérnek szakmai szinten, szexuális egyenlőség létezik köztük és férfitársaik között, továbbá azt, hogy olyan magas anyagi körülmények között élnek, amelyet valójában csak a legmagasabb pozíciókban dolgozók érnek el. Ezek a képek károsak lehetnek, különösen azok számára, akik faji és etnikai kisebbségekhez tartoznak. Erre példa egy afroamerikai nőkkel végzett kutatás, amely azt találta, hogy az ő médiareprezentációjuk gyakran alátámasztja a csoport elleni sztereotípiákat, mivel túlzottan szexuálisnak mutatják be őket, illetve inkább a vékonyabb és világosabb bőrű nőket alkalmazzák. Ezek a tények alátámasztják a nők tárgyként kezelését.

### Szexizmus a reklámokban
Régebben a reklámok a nőket és a férfiakat egyaránt túlzottan sztereotipikus szerepekben ábrázolták (például a nők háziasszonyok, a férfiak pedig családfenntartók), viszont manapság egyre több szerepet tulajdonítanak mindkét nemnek a különféle hirdetésekben. Egyre gyakrabban tapasztalható, hogy eltávolodnak ezektől a tradicionális elképzelésektől. Azonban a mai reklámiparban is észlelhetők a sztereotípiák mindkét nemre vonatkozóan, viszont sokkal gyengédebb formában jelennek meg. Ebbe beletartozik az ő szexuális objektummá tételük. Számos országban ma már törvények is tiltják a reklámokban megjelenő szexuális tárgyiasítás megjelenését, mint például Dániában és Norvégiában.

## Nemi alapú gyilkosság
A „gendercide” angol eredetű kifejezés, amely olyan erőszakos gyűlöletbűncselekményre utal, ami kizárólagosan az áldozat neme ellen irányul. A „homicide”, azaz emberölés fogalmától a tett motivációja különbözteti meg, hiszen a nemi alapú gyilkosságok célja, hogy büntessék, kontrollálják és hibáztassák az áldozatot érzései, tettei és viselkedése miatt, melyeket a neméből eredeztetnek. Gyakrabban használt formája a „femicide”, azaz a nőgyilkosság, mely Diana E.H. Russell írónő definíciója szerint „a nők megölése férfiak által azért, mert nők”. A definíció a nőkre életkortól függetlenül vonatkozik, és az erőszak mögött álló okként a nőgyűlöletet, a felsőbbrendűség érzését, szexuális élvezetet, illetve a nő birtoklását jelöli meg. Továbbá a definíció szerint a femicide nem merül ki gyilkosságban, hanem tartalmazza a szóbeli és fizikai bántalmazás széles skáláját (mint például a nemi erőszak, kínzás, szexuális zaklatás, csonkítás, érzelmi zsarolás, kényszerített anyaság) is, amennyiben az az áldozat halálával végződik. Világszerte a mai napig számos példája van ezeknek a bűncselekményeknek.